# Spärregler i allmänna val
Spärregler i allmänna val eller småpartispärr kallas de regler som hindrar eller försvårar för de minsta partierna att få mandat i allmänna val.

## Spärregler för representation i det nationella parlamentet olika länder
- Sverige: 4% (val till riksdagen)
- Tyskland: 5% (val till tyska Förbundsdagen)[1][2]
- Turkiet: 10%[3][2]
- Italien: 3%[2]
- Danmark: 2%[2]
- Estland 5%

## Länder utan spärregler
- Nederländerna saknar formella spärregler. Då generalstaternas andra kammare har 150 platser och hela landet utgörs av en valkrets räcker det att ett parti får 1/150 av rösterna (omkring 0,67 %) för att ta ett mandat.[4]

## Metoder

### Regler om minsta andel av rösterna
Flera länder har regler som innebär att ett parti måste nå en viss andel av de avgivna rösterna för att få delta vid fördelningen av mandat.

### Övriga metoder
- Enmansvalkretsar gynnar stora och regionalt starka partier (som t.ex. Scottish National Party) på bekostnad av mindre partier med ett jämnare nationellt stöd (som t.ex. Liberaldemokraterna i Storbritannien).[5]
- Antalet mandat som finns att fördela i varje valkrets skapar en "naturlig spärr" eller "dold röstspärr".[6] I ett helt proportionellt valsystem är den röstandel som behövs för att ett parti ska vara säkert på att få ett mandat (100 %/(antalet mandat+1))+ε där ε är minsta möjliga andel röster. I ett val om fyra mandat krävs alltså en andel om drygt 20 % för att ett parti säkert ska få ett mandat.[7] Den viktigaste faktorn som påverkar den naturliga spärren är antalet mandat som ska utses i valdistriktet. Även systemet att fördela mandat, antalet konkurrerande partier och den politiska församlingens totala storlek påverkar. [8] Den lägsta röstandel som kan ge ett mandat påverkas av andelen röster som lagts på konkurrerande partier som inte får något enda mandat.[7] Metoden att fördela mandat påverkar också den naturliga spärren. [9].
- Systemet för att fördela mandat, d’Hondts metod, uddatalsmetoden eller jämkade uddatalsmetoden påverkar utfallet för de minsta partierna. d'Hondts metod är mer gynnsam för stora partier, medan uddatalsmetoden är mer gynnsam för små partier. I den jämkade uddatalsmetoden som den används i Sverige divideras alla partiers röstetal med 1,2[10] innan utdelningen av mandat påbörjas. Det innebär att det blir svårare för partier att få sitt första mandat, vilket i praktiken innebär en spärr.[5]

## Spärregler i Sverige

### Riksdagen
Fyraprocentsspärren kallas den regel i Regeringsformen som föreskriver att endast partier som får minst fyra procent av rösterna i riksdagsval i Sverige får delta i fördelningen av platser (mandat) i Sveriges riksdag . Även i svenska val till Europaparlamentet tillämpas fyraprocentsspärren. Fyraprocentsspärren infördes vid den partiella författningsreformen 1968. Som ett av skälen angavs risken för splittring i riksdagen som skulle försvåra för starka, handlingskraftiga regeringar. Danmark användes som avskräckande exempel eftersom det stora antalet småpartier där påståtts försvårat parlamentariska kompromisser.
Endast partier som har fått minst fyra procent av rösterna i hela riket deltar i fördelning av mandat till riksdagen. Ett sådant parti deltar i fördelningen av de 310 fasta mandaten i riksdagsvalkretsarna och de 39 utjämningsmandaten som ska se till att antalet riksdagsplatser fördelas proportionerligt. Ett parti som kommer över denna gräns får därför minst 14 mandat i riksdagen.
Ett undantag från regeln är emellertid om partiet istället får tolv procent av rösterna i en valkrets. Ett sådant parti deltar i fördelningen av fasta mandat i den valkretsen, men får inga utjämningsmandat. I de minsta valkretsarna, till exempel Gotlands län (två fasta mandat 2010), Blekinge län (fem fasta mandat 2010) eller Jämtlands län (fyra fasta mandat 2010), är det dock inte säkert att tolv procent eller strax däröver räcker till att få något mandat, även om partiet får delta i själva fördelningen av mandat. I Gotlands läns valkrets krävs det exempelvis att ett parti måste bli störst eller näst störst för att få ta del av de två mandaten, även om utjämningsmandaten uppväger denna effekt. Till dags dato har aldrig något parti fått minst tolv procent i en valkrets utan att samtidigt få minst fyra procent i hela landet. De få tillfällen då partier har varit relativt nära har varit:
- Kristdemokraterna, då under namnet KDS, fick 10,6% i Jönköpings län i 1988 års riksdagsval.[13] KDS ställde upp i valet i hela landet (och fick 2,9% av rösterna i hela riket), men hoppades på att partiledaren Alf Svensson skulle kunna nå 12% i sin hemvalkrets, som historiskt varit partiets starkaste fäste. Som jämförelse fick partiet 11,6% i i Jönköpings län i landstingsvalet 1988. Även tidigare val var resultatet i detta län mycket högt jämfört med rikssnittet.
- Norrbottenspartiet fick 9,1% i Norrbottens län i 2002 års riksdagsval.[14]
- Sverigedemokraterna fick 7,1% i Skåne läns västra i 2006 års val.[15]
- Feministiskt initiativ fick 7,18% i Stockholms kommun i 2014 års riksdagsval. [16]

Fyraprocentsspärren skulle kunna tänkas uppmuntra till partisammanslagningar och valteknisk samverkan, för att öka chanserna att komma in i riksdagen. Under perioden 1970-2025 har inget parti som redan funnits i riksdagen slagits ihop med andra partier. Den enda gången då ett parti som redan funnits i riksdagen deltagit i valteknisk samverkan var 1985, då Centerpartiet och KDS (Kristdemokraterna) deltog i valteknisk samverkan under namnet Centern. KDS dåvarande partiledare Alf Svensson fick en riksdagsplats genom denna samverkan.

### Spärrar i andra val
I svenska regionval finns en spärr på tre procent. I kommunalvalen fanns tidigare inga spärrar och inte heller några utjämningsmandat. Efter den senaste ändringen av vallagen som trädde i kraft 2015 och som tillämpades i de allmänna valen 2018 finns det nu en spärr på två procent för kommuner som utgör en enda valkrets och en spärr om 3 procent för kommuner indelade i flera valkretsar.
Partistöd utgår i Sverige till partier som fått 2,5% av rösterna, även om de faller under fyraprocentsspärren och står utanför riksdagen. Vid sidan av partistödet erbjuds partierna av Valmyndigheten också gratis upptryckning av valsedlar, om de är representerade i kommun- eller regionfullmäktige eller om de i något av de två senaste riksdagsvalen har fått minst 1,0% av rösterna i hela landet. Andra partier får betala en avgift för upptryckning av valsedlar plus att valmyndigheten inte lägger ut valsedlar för de partier som inte klarat 1 procent vilket gör att de måste betala och lägga ut valsedlarna i vallokalerna själva. Partier som inte tidigare fått minst 1,0% av rösterna i de två senaste riksdagsvalen, får sina kostnader för valsedlar betalade i efterhand om de skulle få minst 1,0% av rösterna i riksdagsvalet. 